# Ina Balin
Ina Balin (* 12. November 1937 in Brooklyn, New York City als Ina Rosenberg; † 20. Juni 1990 in New Haven, Connecticut) war eine US-amerikanische Schauspielerin.

## Leben
Balin entstammte einer jüdischen Familie, die in Brooklyn ansässig war. Sie debütierte in einer Folge der Fernsehserie Kraft Television Theatre aus dem Jahr 1958. Im gleichen Jahr spielte sie an der Seite von Sophia Loren und Anthony Quinn im Filmdrama Die schwarze Orchidee.
In dem Karriere-Drama Von der Terrasse (1960) war Balin das Mädchen, das am Ende Paul Newman bekam. Für diese Rolle gewann sie im Jahr 1961 den Golden Globe Award als beste Nachwuchsdarstellerin. Im gleichen Jahr wurde sie für den Golden Laurel nominiert. Für ihre Rolle im Western Die Comancheros (1961), in dem sie neben John Wayne spielte, erhielt sie 1962 den Western Heritage Award in Bronze. Nebenbei betrieb sie von 1961 bis 1963 zusammen mit einer Freundin eine Kunstgalerie in New York City.
Im Jahr 1964 war sie Partnerin von Jerry Lewis in der von ihm selbst inszenierten Klamaukkomödie Die Heulboje. In der Bibelverfilmung Die größte Geschichte aller Zeiten (1965) trat Balin an der Seite von Max von Sydow als Martha von Bethanien auf. Im Western Charro! (1969) übernahm sie neben Elvis Presley eine der Hauptrollen. Im Actionfilm Der Don ist tot (1973) war sie neben Anthony Quinn zu sehen. Sie spielte außerdem in zahlreichen Fernsehserien wie Quincy, wo sie in den Jahren 1977 bis 1982 fünfmal auftrat, Bonanza, Ihr Auftritt, Al Mundy, Der Chef und Mannix. Ihr letzter Film war 1989 die Komödie That’s Adequate (u. a. mit Bruce Willis und Tony Randall) über ein Studio, das auch absurde Filmideen verwirklicht.
Bereits Ende der 1960er-Jahre hatte Ina Balin in Südvietnam ein Militärhospital besucht. 1970 kehrte sie im Rahmen einer Tournee für die United Service Organizations zurück und lernte das nahe Saigon gelegene An Lac-Waisenhaus kennen. Am Ende des Vietnamkrieges half Ina Balin bei der Evakuierung zahlreicher Waisenkinder. Sie adoptierte im Jahr 1976 drei von ihnen. 1980 schrieb und produzierte sie ein auf ihren Erfahrungen in Vietnam basierendes halbdokumentarisches Fernsehdrama, in dem sie sich auch selbst verkörperte, The Children of An Lac.
Balin starb mit 52 Jahren an pulmonaler Hypertonie.

## Filmografie (Auswahl)
- 1958: Die schwarze Orchidee (The Black Orchid)
- 1960: Von der Terrasse (From the Terrace)
- 1961: Chefarzt Dr. Pearson (The Young Doctors)
- 1961: Die Comancheros (The Comancheros)
- 1964: Die Heulboje (The Patsy)
- 1964: Preston & Preston (The Defenders, Fernsehserie, Folge 3x36)
- 1964: Act of Reprisal
- 1965: Die größte Geschichte aller Zeiten (The Greatest Story Ever Told)
- 1965: Die Seaview – In geheimer Mission (Voyage to the Bottom of the Sea, Fernsehserie, Folge 2x02)
- 1965: Bonanza (Fernsehserie, Folge 7x06)
- 1967: Gesetz der Hölle (Run Like a Thief)
- 1967: Mini-Max (Get Smart, Fernsehserie, Folge 3x04)
- 1968: Ihr Auftritt, Al Mundy (It Takes a Thief, Fernsehserie, Folge 1x13)
- 1969: FBI (The F.B.I., Fernsehserie, Folge 4x20)
- 1969: Charro!
- 1969: Das Gold der Madonna (The Desperate Mission, Fernsehfilm)
- 1970: The Name of the Game (Fernsehserie, Folge 2x14)
- 1970: Der Filmvorführer (The Projectionist)
- 1971–1974: Mannix (Fernsehserie, 3 Folgen)
- 1973: Gefährlicher Ruf (Call to Danger, Fernsehfilm)
- 1973: Der Don ist tot (The Don Is Dead)
- 1973, 1975: Die Straßen von San Francisco (The Streets of San Francisco, Fernsehserie, 2 Folgen)
- 1974: Toma (Fernsehserie, Folge 1x18)
- 1975: Der Chef (Ironside, Fernsehserie, Folge 8x15)
- 1975: Harry O (Fernsehserie, Folge 2x03)
- 1975, 1978: Barnaby Jones (Fernsehserie, 2 Folgen)
- 1976: Der Unsichtbare (The Invisible Man, Fernsehserie, Folge 1x12)
- 1976: Der Sechs-Millionen-Dollar-Mann (The Six Million Dollar Man, Fernsehserie, Folge 4x04 Das Todesserum)
- 1977: Danger in Paradise (Fernsehfilm)
- 1977–1982: Quincy (Fernsehserie, 5 Folgen)
- 1978: The Immigrants (Fernsehfilm)
- 1979: Kampfstern Galactica (Battlestar Galactica, Fernsehserie, Folge 1x18 Fluchtgefahr)
- 1979: Wonder Woman (Fernsehserie, Folge 3x19 Die Hexe)
- 1980: Galyon
- 1980: The Children of An Lac (Fernsehfilm)
- 1981, 1986: Magnum (Magnum, P.I., Fernsehserie, 2 Folgen)
- 1982: Hart aber herzlich (Hart to Hart, Fernsehserie, Folge Die Zinnoberrote)
- 1982: The Comeback Trail
- 1984: Airwolf (Fernsehserie, Folge 2x09)
- 1986: Vasectomy: A Delicate Matter
- 1988: Mord ist ihr Hobby (Murder, She Wrote, Fernsehserie, Folge 4x17)
- 1989: That’s Adequate